# Agrotis carrascoi
Agrotis carrascoi là một loài bướm đêm trong họ Noctuidae.